# Лабунський Денис Богданович
Денис Богданович Лабунський (позивний «Гром»; 29 жовтня 1993, м. Вінниця — 24 листопада 2022, бої за Бахмут, Донецька область) — український спортсмен, військовослужбовець, сержант  3 ОШБр Збройних сил України, учасник російсько-української війни. Кандидат у майстри спорту з важкої атлетики. Герой України (2023, посмертно).

## Життєпис
Денис Лабунський народився 29 жовтня 1993 року у Черкаській області, проживав у Вінниці
В районі Сабарова . Навчався в 16 школі ,в класі 7 перейшов до 36школи де і її закінчив. 
Навчався в ДЮСШ Вінницької територіальної організації «Колос». Працював за кордоном.
З початком широкомасштабного російського вторгнення повернувся в Україну та добровільно вирушив на фронт. Був кулеметником 3-ї окремої штурмової бригади. Учасник боїв за Донеччину, Запоріжжя та Київщину.
Загинув 24 листопада 2022 року в битві за Бахмут на Донеччині. Під час прикриття побратимів, він отримав смертельне поранення, від важкої артилерійської техніки.
Похований на Алеї Слави Сабарівського кладовища у Вінниці.
Залишилися батьки, брат та дружина.

## Нагороди
- звання Герой України з удостоєнням ордена «Золота Зірка» (8 липня 2023, посмертно) — за особисту мужність і героїзм, виявлені у захисті державного суверенітету та територіальної цілісності України, самовіддане служіння Українському народові[1].
- орден «За мужність» III ступеня (1 травня 2023, посмертно) — за особисту мужність, виявлену у захисті державного суверенітету та територіальної цілісності України, самовіддане виконання військового обов'язку[2].
- Нагороджений Комбатантським Хрестом (3 грудня 2024, посмертно)—за мужність проявлену в боротьбі за незалежність України

## Вшанування пам'яті
У місті Вінниця є провулок Дениса Лабунського.
Відкриття меморіальної дошки, в спортивному товаристві  Колос.
Відкриття фотовиставки.
Є у збірці обпалені війною 2.

## Дивіться також
- Список українських спортсменів, тренерів і функціонерів, що загинули під час Революції гідності чи внаслідок російської агресії в Україні

| Емблема Збройних сил України | Це незавершена стаття про військовослужбовця Сил оборони України. Ви можете допомогти проєкту, виправивши або дописавши її. |